# British Rail Class 345
British Rail Class 345 Aventra — тип електропоїзда, побудованого Bombardier Transportation в рамках проекту Crossrail для використання на  Elizabeth line. 
Виготовлено 79 потягів на суму понад 1  мільярд фунтів стерлінгів, кожен потяг може перевозити 1500  пасажирів.  Контракт був укладений з Bombardier у лютому 2014 року, а перший поїзд введено в експлуатацію 22 червня 2017 року.

## Операції

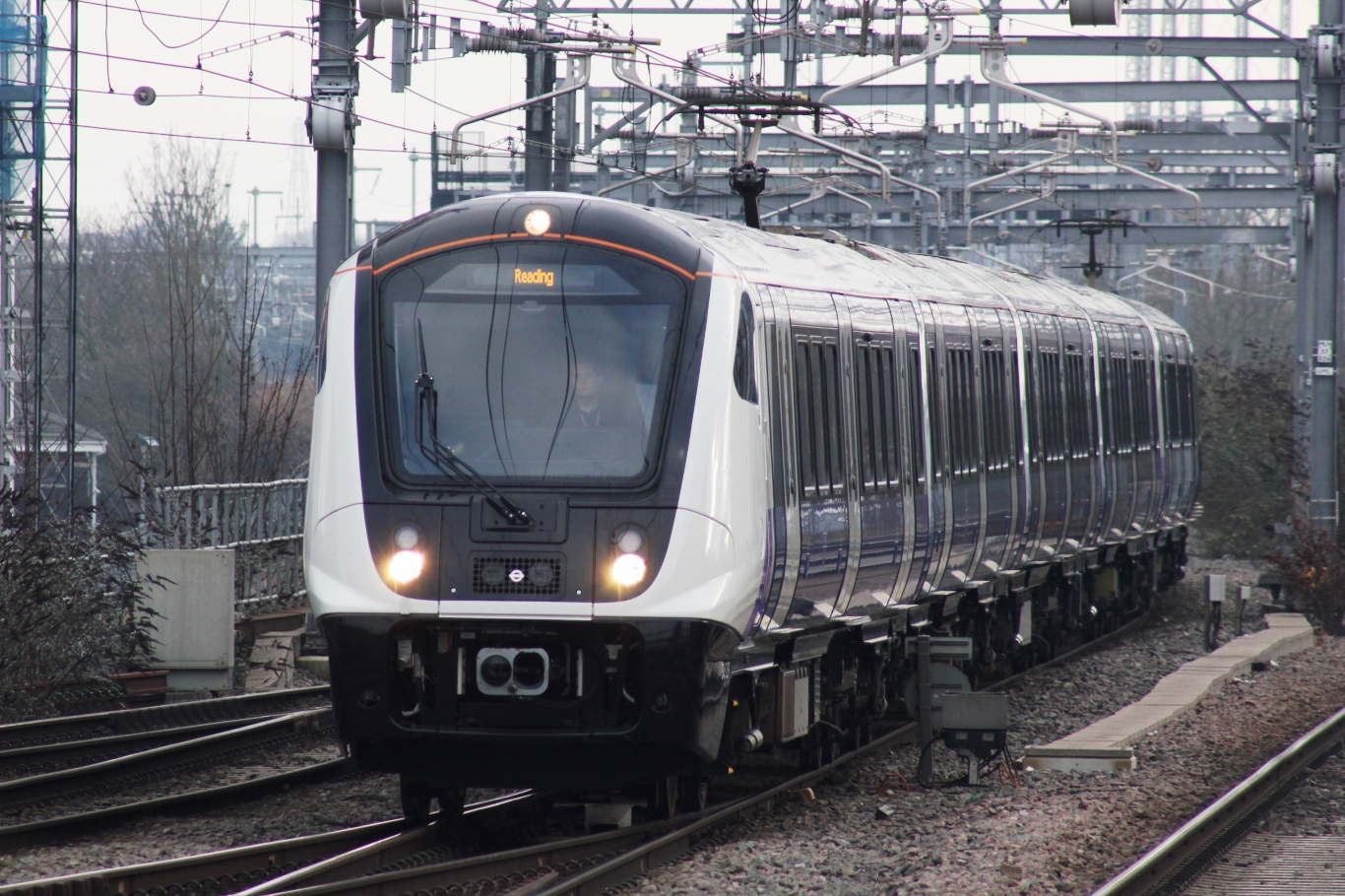
TfL Rail 345059 прибуває на станцію

Перший поїзд введено в експлуатацію 22 червня 2017 року на східному відтінку TfL Rail між Ліверпуль-стріт і Шенфілдом у семивагонному компонованні. 

Повні склади з дев'яти вагонів не можна було розмістити на кінцевій станції Ліверпуль-стріт, поки платформи не були подовжені в 2021 році The complete nine-car sets could not be accommodated at the Liverpool Street termini until platforms were lengthened in 2021.

Потяги введені в експлуатацію на західному відтинку TfL Rail між Паддінгтоном і Гайес-енд-Гарлінгтоном у травні 2018 року, а до грудня 2019 року курсують до Редінга

Потяги на західному відтінку спочатку курсували у складі з семи вагонів, проте на початок 2020-х їх поступово переобладнують на дев’ятивагонні. 
Виготовлено 630 вагонів у складі 70 потягів. 
 
Як і інші сучасні замовлення приміського рухомого складу, потяги є зчленованими, без дверей між вагонами. 
На борту немає туалетів. 
Потяги мають поєднання поздовжніх і поперечних місць для сидіння, і немає секції першого класу.